# جایزه جهانی آزادی مطبوعات یونسکو/گی‌یرمو کانو
جایزه جهانی آزادی مطبوعات یونسکو/گی‌یرمو کانو (به انگلیسی: UNESCO/Guillermo Cano World Press Freedom Prize)، که در سال ۱۹۹۷ پایه‌گذاری شد، از شخص، سازمان یا مؤسسه‌ای قدردانی می‌کند که سهم برجسته‌ای در دفاع و یا آرتقای آزادی مطبوعات در هر نقطه از جهان داشته باشد، به ویژه زمانی که با پذیرش خطر انجام شده باشد.
این جایزه به ارزش ۲۵۰۰۰ دلار آمریکا هر سال به مناسبت روز جهانی آزادی مطبوعات در سوم ماه می اعطا می شود.
این جایزه به نام گی‌یرمو کانو ایزازا ، سردبیر روزنامه کلمبیایی ال اسپکتادور ، که در ۱۷ دسامبر ۱۹۸۶ در بوگوتا به قتل رسید، نام‌گذاری شده است. کانو منتقد سرسخت بارون‌های قدرتمند مواد مخدر کلمبیا بود.
هر سال، یک هیئت داوری مستقل  متشکل از شش خبره خبر که توسط مدیر کل یونسکو انتخاب می‌شوند، یک برنده را از میان نامزدهای بسیاری که توسط سازمان‌های غیردولتی فعال در زمینه آزادی مطبوعات و کشورهای عضو یونسکو ارائه می‌شوند، انتخاب می‌کنند. هیئت داوران برای مدت سه سال مسئولیت دارد که یک بار قابل تمدید است.

## برندگان
| سال  | گیرنده                                | کشور                       |
| ---- | ------------------------------------- | -------------------------- |
| ۱۹۹۷ | گائو یو                               | چین                        |
| ۱۹۹۸ | کریستینا آنیانوو                      | نیجریه                     |
| ۱۹۹۹ | ژسوس بلانکورنلاس                      | مکزیک                      |
| ۲۰۰۰ | نزار نایوف                            | سوریه                      |
| ۲۰۰۱ | برنده تین                             | میانمار                    |
| ۲۰۰۲ | جفری نیاروتا                          | زیمبابوه                   |
| ۲۰۰۳ | امیرهس                                | اسرائيل                    |
| ۲۰۰۴ | رائول ریورو                           | کوبا                       |
| ۲۰۰۵ | چنگ یژونگ                             | چین                        |
| ۲۰۰۶ | می چیدیاک                             | لبنان                      |
| ۲۰۰۷ | آنا پولیتکوفسایا                      | روسیه (جایزه پس از مرگ)    |
| ۲۰۰۸ | لیدیا کاچو ریبیرو                     | مکزیک                      |
| ۲۰۰۹ | لاسانتا ویکرماتونگه                   | سریلانکا (جایزه پس از مرگ) |
| ۲۰۱۰ | مونیکا گونزالس موخیکا                 | شیلی                       |
| ۲۰۱۱ | احمد زیدآبادی                         | ایران                      |
| ۲۰۱۲ | عین الله فتولایف                      | آذربایجان                  |
| ۲۰۱۳ | ریوت آلمو                             | اتیوپی                     |
| ۲۰۱۴ | احمد شیک                              | ترکیه                      |
| ۲۰۱۵ | مازن درویش                            | سوریه                      |
| ۲۰۱۶ | خدیجه اسماعیلوا                       | آذربایجان                  |
| ۲۰۱۷ | داویت اسحاق                           | سوئد / اریتره              |
| ۲۰۱۸ | محمود ابوزید                          | مصر                        |
| ۲۰۱۹ | Kyaw Soe Oo & Wa Lone                 | میانمار                    |
| ۲۰۲۰ | جینث بدویا لیما                       | کلمبیا                     |
| ۲۰۲۱ | ماریا رسا                             | فیلیپین                    |
| ۲۰۲۲ | انجمن روزنامه نگاران بلاروس           | بلاروس                     |
| ۲۰۲۳ | نیلوفر حامدی، الهه محمدی و نرگس محمدی | ایران                      |